# Pogonele, Buzău
Pogonele (denumit în trecut și Pogoanele Mici și Țintești-Pogonelele) este un sat în comuna Țintești din județul Buzău, Muntenia, România. Se află în zona de câmpie de la sud de orașul Buzău.
Satul s-a înființat în 1863, când foști clăcași de pe moșia lui Grigore Hrisoscoleu au cumpărat locuri de casă și au format cătunul. În 1902, satul avea 450 de locuitori care locuiau în 90 de case.